# Asilus aurimystax
Asilus aurimystax är en tvåvingeart som beskrevs av Stanley Willard Bromley 1928. Asilus aurimystax ingår i släktet Asilus och familjen rovflugor. Inga underarter finns listade i Catalogue of Life.